# Issues (콘의 음반)
《Issues》는 미국의 누 메탈 밴드 콘의 네 번째 스튜디오 음반이다. 1999년 11월 16일, 이모털 레코드를 통해 발매되었다. 이 음반은 2000년 내내 밴드의 큰 성공을 거둔 Sick and Twisted Tour에 의해 홍보되었다.

## 녹음 및 제작
밴드의 녹음 세션 중 하나에서 기자 크리스 코넬리는 녹음이 어떻게 진행되고 있는지 물었고, 드러머 데이비드 실버리아는 "음악이 조금 더 단순화되고 무겁게 들립니다. 지난 커플보다 좀 더 무거운 그루브입니다. 그래서 처음과 좀 더 비슷하지만, 존은 이제 훨씬 더 나은 가수가 되었기 때문에 모든 것이 하나로 합쳐지고 있습니다."라고 대답했다.
1999년 10월, 콘은 변호사의 조언에 반하여 웹사이트에 〈Falling Away from Me〉를 무료 MP3 다운로드로 게시했다. 밴드 사이트의 성명서에는 "새 음반에 대해 너무 기대가 커서 여러분, 진정한 콘 팬 여러분께 선물을 드리고 싶었다"라고 적혀 있다. 또한, 이 시기에 밴드는 온라인 체인 이메일을 시작하려고 시도했다. 온라인에 편지를 게시하고 팬들에게 다른 10명에게 이메일을 보낸 후 밴드 사이트에서 "I Downloaded the Korn Single for Free" 방명록에 서명해 달라고 요청했다. 서명한 사람 한 명당 콘은 차일드헬프 USA와 칠드런 오브 더 나이트에 25센트를 기부했다. 모금액은 25만 달러를 넘었다.
이 음반에는 콘 팬들이 MTV 콘테스트의 일환으로 디자인한 네 가지 커버가 포함되어 있다(피자 박스에 담긴 우승 커버는 알프레도 카를로스가 디자인했다). 음반의 특별 한정판 음반 커버에는 밴드를 위한 만화 같은 하프 캐리커처가 포함되어 있다). 또한 음반의 한정판 투어 에디션에는 다섯 번째 커버가 선정되었다.

## 평가
| 전문가 평가                       | 전문가 평가 |
| 평가 점수                         | 평가 점수   |
| 출처                              | 점수        |
| --------------------------------- | ----------- |
| AllMusic                          | [ 5 ]       |
| The Encyclopedia of Popular Music | [ 6 ]       |
| Entertainment Weekly              | C           |
| NME                               | 6/10        |
| PopMatters                        | 3/10        |
| Rolling Stone                     | [ 10 ]      |
| The Rolling Stone Album Guide     | [ 11 ]      |
| Select                            | [ 12 ]      |
| Spin                              | 5/10        |
| The Village Voice                 | [ 14 ]      |

이 음반은 엇갈린 평가와 긍정적인 평가를 받았다. 《Greatest Hits Vol. 1》 음반과 함께 제공되는 소책자에 수록된 밴드에 따르면, 그들은 인기 있는 트렌드에 참여하고 싶지 않았고 자신만의 일을 하고 싶어 했다. 밴드는 브렌던 오브라이언이 함께 작업하면서 녹음할 때 더 집중했고, 단순히 장난치고 파티를 하지 않았기 때문에 이번에는 술을 마시는 횟수가 훨씬 적었다고 인정한다.
2021년에는 《메탈 해머》가 선정한 1999년 최고의 메탈 음반 20곡 중 하나로 선정되었다.

## 곡 목록
모든 곡들은 콘에 의해 작사/작곡하였다.
| #   | 제목                             | 재생 시간 |
| --- | -------------------------------- | --------- |
| 1.  | 〈Dead〉                         | 1:12      |
| 2.  | 〈Falling Away from Me〉         | 4:29      |
| 3.  | 〈Trash〉                        | 3:27      |
| 4.  | 〈4U〉                           | 1:42      |
| 5.  | 〈Beg for Me〉                   | 3:53      |
| 6.  | 〈Make Me Bad〉                  | 3:55      |
| 7.  | 〈It's Gonna Go Away〉           | 1:29      |
| 8.  | 〈Wake Up〉                      | 4:07      |
| 9.  | 〈Am I Going Crazy〉             | 1:00      |
| 10. | 〈Hey Daddy〉                    | 3:44      |
| 11. | 〈Somebody Someone〉             | 3:47      |
| 12. | 〈No Way〉                       | 4:07      |
| 13. | 〈Let's Get This Party Started〉 | 3:41      |
| 14. | 〈Wish You Could Be Me〉         | 1:07      |
| 15. | 〈Counting〉                     | 3:37      |
| 16. | 〈Dirty〉                        | 7:50      |

## 인증
| 국가                                                  | 인증        | 판매량/출하량 |
| ----------------------------------------------------- | ----------- | ------------- |
| 오스트레일리아 (ARIA)                                 | 2× 플래티넘 | 140,000^      |
| 캐나다 (뮤직 캐나다)                                  | 2× 플래티넘 | 200,000^      |
| 독일 (BVMI)                                           | 골드        | 150,000^      |
| 멕시코 (AMPROFON)                                     | 골드        | 75,000^       |
| 네덜란드 (NVPI)                                       | 골드        | 50,000^       |
| 뉴질랜드 (RMNZ)                                       | 플래티넘    | 15,000^       |
| 폴란드 (ZPAV)                                         | 골드        | 50,000*       |
| 영국 (BPI)                                            | 골드        | 100,000*      |
| 미국 (RIAA)                                           | 3× 플래티넘 | 3,000,000^    |
| *판매량을 기반으로 한 인증 ^출하량을 기반으로 한 인증 |             |               |